# I pirati della Malesia (film 1941)
I pirati della Malesia è un film del 1941 diretto da Enrico Guazzoni e tratto dall'omonimo romanzo di Emilio Salgari.

## Trama
Un giovane indù cerca di liberare una ingenua sacerdotessa tenuta in ostaggio dai Thug, ma il suo piano fallisce e, sorpreso sul fatto, viene imprigionato. La sua vita sarà salva se si trasformerà in sicario contro il governatore britannico. Anche l'attentato fallisce e il giovane cade nelle mani degli inglesi. Scoppia una rivolta, appoggiata da un maragià, e il giovane, una volta liberato, può unirsi alla fanciulla dei suoi sogni mentre al governatore toccherà la prigione.

## Produzione
Il film fu girato negli stabilimenti di Cinecittà in contemporanea a Le due tigri, sempre tratto dal ciclo indo-malese di Salgari.

## Distribuzione
La pellicola fu distribuita nel circuito cinematografico italiano il 19 ottobre 1941.